# Riu Major (Baén)
El Riu Major és un riu de cabal perenne afluent per l'esquerra del Noguera Pallaresa, ubicat en els antics termes municipals de Baén i Gerri de la Sal, des del 1969 tots dos integrats en el nou municipi de Baix Pallars, a la comarca del Pallars Sobirà.
Es forma en el moment que el Riu de Taús entra a la comarca del Pallars Sobirà en el lloc de lo Forcat, procedent de la de l'Alt Urgell, on es forma. Rep les aigües del vessant nord del cap d'Esplà i de la serra de Cuberes. A la carena que limita la vall del Riu Major pel nord hi ha els pobles de Buseu i Useu, i a la que la limita pel sud, la zona de Solduga i l'Espluga de Cuberes.
En el seu tram final entra en el que fou terme del Baix Pallars, passa a migdia del poble de Bresca i al cap de poc s'aboca en la Noguera Pallaresa a ponent del Prat del Bonic i a llevant del Tros de la Borda del Tender.